# Стубал (Владичин Хан)
Стубал је насеље у Србији у општини Владичин Хан у Пчињском округу. Према попису из 2022. било је 974 становника (према попису из 2011. било је 1072 становника).
Овде се налази Храм Светог Преображења Господњег у Стублу.

## Демографија
У Стублу живи 842 пунолетна становника, а просечна старост становништва износи 37,1 година (35,8 код мушкараца и 38,4 код жена). У насељу има 336 домаћинстава, а просечан број чланова по домаћинству је 3,31.
Ово насеље је углавном насељено Србима (према попису из 2002. године).
|  |

| Демографија | Демографија | Демографија |
| Година      | Становника  | Становника  |
| ----------- | ----------- | ----------- |
| 1948.       | 1.028       |             |
| 1953.       | 957         |             |
| 1961.       | 785         |             |
| 1971.       | 646         |             |
| 1981.       | 815         |             |
| 1991.       | 1.008       | 1.004       |
| 2002.       | 1.113       | 1.120       |
| 2011.       | 1.072       |             |
| 2022.       | 974         |             |

| Етнички састав према попису из 2002.‍ | Етнички састав према попису из 2002.‍ | Етнички састав према попису из 2002.‍ | Етнички састав према попису из 2002.‍ | Етнички састав према попису из 2002.‍ |
| ------------------------------------ | ------------------------------------ | ------------------------------------ | ------------------------------------ | ------------------------------------ |
|                                      |                                      |                                      |                                      |                                      |
| Срби                                 | Срби                                 |                                      | 936                                  | 84,09%                               |
| Роми                                 | Роми                                 |                                      | 165                                  | 14,82%                               |
| Хрвати                               | Хрвати                               |                                      | 6                                    | 0,53%                                |
| непознато                            | непознато                            |                                      | 0                                    | 0,0%                                 |

| Година пописа     | 1948. | 1953. | 1961. | 1971. | 1981. | 1991. | 2002. |
| ----------------- | ----- | ----- | ----- | ----- | ----- | ----- | ----- |
| Број домаћинстава | 195   | 194   | 199   | 187   | 226   | 283   | 336   |

| Број чланова      | 1  | 2  | 3  | 4  | 5  | 6  | 7 | 8 | 9 | 10 и више | Просек |
| ----------------- | -- | -- | -- | -- | -- | -- | - | - | - | --------- | ------ |
| Број домаћинстава | 62 | 71 | 51 | 80 | 40 | 14 | 8 | 6 | 1 | 3         | 3,31   |

| Пол    | Укупно | Неожењен/Неудата | Ожењен/Удата | Удовац/Удовица | Разведен/Разведена | Непознато |
| ------ | ------ | ---------------- | ------------ | -------------- | ------------------ | --------- |
| Мушки  | 450    | 139              | 273          | 30             | 8                  | 0         |
| Женски | 446    | 78               | 278          | 81             | 9                  | 0         |
| УКУПНО | 896    | 217              | 551          | 111            | 17                 | 0         |

| Пол    | Укупно                    | Пољопривреда, лов и шумарство | Рибарство                            | Вађење руде и камена | Прерађивачка индустрија       |
| ------ | ------------------------- | ----------------------------- | ------------------------------------ | -------------------- | ----------------------------- |
| Мушки  | 212                       | 7                             | 0                                    | 0                    | 124                           |
| Женски | 94                        | 5                             | 0                                    | 0                    | 52                            |
| УКУПНО | 306                       | 12                            | 0                                    | 0                    | 176                           |
| Пол    | Производња и снабдевање   | Грађевинарство                | Трговина                             | Хотели и ресторани   | Саобраћај, складиштење и везе |
| Мушки  | 3                         | 11                            | 8                                    | 2                    | 4                             |
| Женски | 0                         | 2                             | 12                                   | 1                    | 0                             |
| УКУПНО | 3                         | 13                            | 20                                   | 3                    | 4                             |
| Пол    | Финансијско посредовање   | Некретнине                    | Државна управа и одбрана             | Образовање           | Здравствени и социјални рад   |
| Мушки  | 3                         | 0                             | 10                                   | 6                    | 4                             |
| Женски | 0                         | 0                             | 1                                    | 12                   | 9                             |
| УКУПНО | 3                         | 0                             | 11                                   | 18                   | 13                            |
| Пол    | Остале услужне активности | Приватна домаћинства          | Екстериторијалне организације и тела | Непознато            | Непознато                     |
| Мушки  | 21                        | 0                             | 0                                    | 9                    | 9                             |
| Женски | 0                         | 0                             | 0                                    | 0                    | 0                             |
| УКУПНО | 21                        | 0                             | 0                                    | 9                    | 9                             |